# Сады Лукулла
Сады Лукулла (лат. Horti Luculliani) — самые ранние сады в Древнем Риме на юго-восточном склоне холма Пинчо, созданные римским полководцем и консулом Луцием Лукуллом (лат. Lucius Licinius Lucullus) в 60 году до н. э. (Tacitus, Ann., XI.1).
Лукулл считается родоначальником римского садового искусства. Он привез из Персии и впервые развел в Европе культурную вишню. Его римский парк состоял из нескольких участков — садов с различными насаждениями. Сады украшали статуи, вазы, фонтаны.
Дальнейший вклад в благоустройство садов внес римский консул Валерий Азиатик (лат. Decimus Valerius Asiaticus), которому они принадлежали с 46 года н. э. и назывались Horti Asiatici. По словам Плутарха, сады Лукулла стоят в одном ряду с самыми великолепными императорскими садами (Plut., Luc., 39).
В эпоху Возрождения сады на Пинчо были возрождены семьей Медичи. Сейчас на этом месте расположены вилла Боргезе и вилла Медичи.